# João Manuel, bispo da Guarda
D. João Manuel, também conhecido pelo nome de professo de D. Frei João de São Lourenço (Lisboa, c. 1400/c. 1416 – dezembro de 1476) foi um religioso carmelita, bispo titular de Tiberíades (1441-1443), bispo de Ceuta primaz da África e Administrador Apostólico de Valença (1443-1459) e bispo da Guarda (1459-1476).

## Filiação

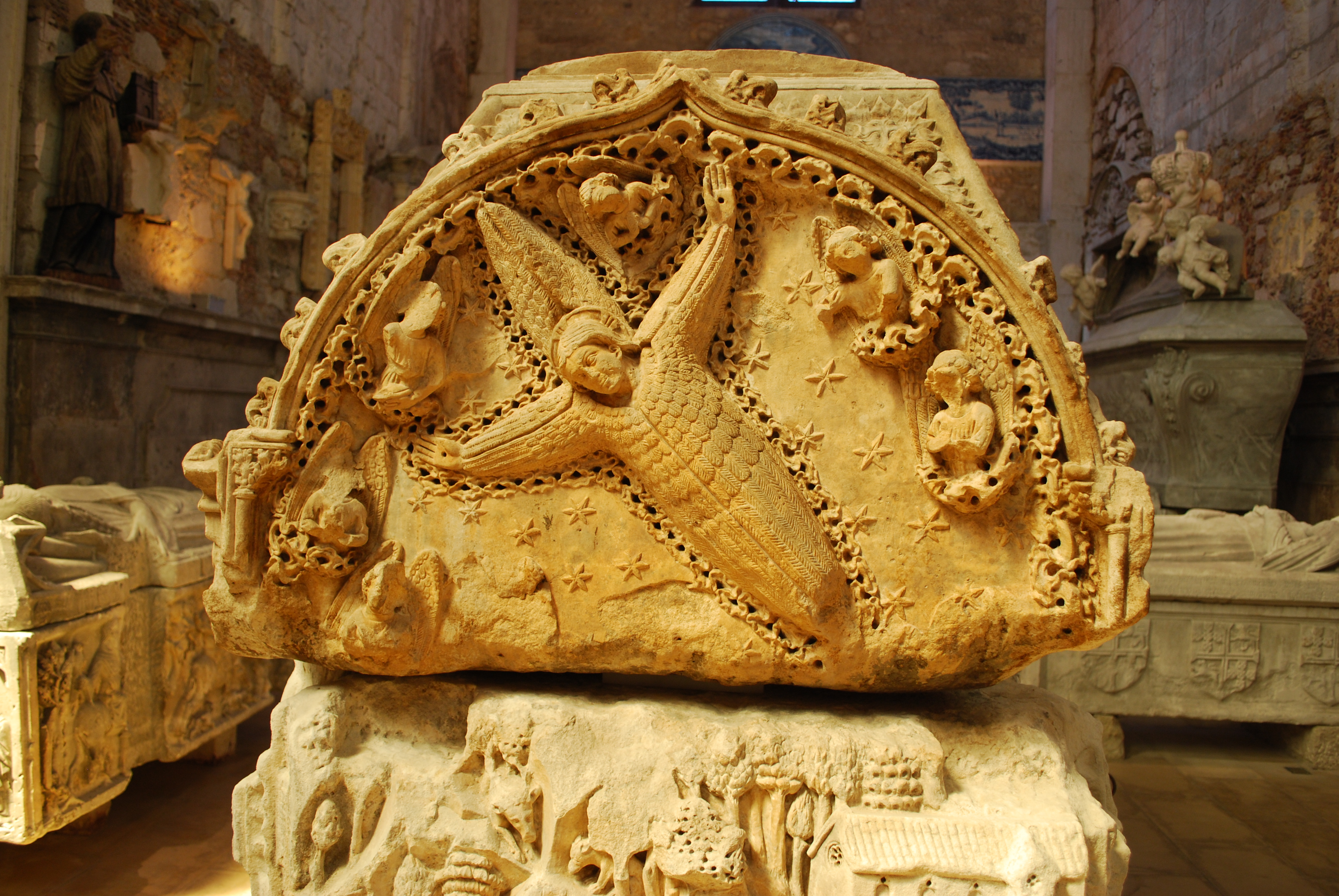
Uma das lápides na Igreja do Carmo, onde João Manuel está enterrado.

Sepultou seus pais no mosteiro do Carmo, em Lisboa, como ele próprio declara. Documenta-se, conforme os Brasões da Sala de Sintra de Anselmo Braamcamp Freire, um Álvaro Pires Pessoa, escudeiro, sobrinho do bispo de Ceuta, que a 6 de Julho de 1450 teve perdão real por ter morto João de Chaves, morador em Vila Franca, contanto que cumpra quatro anos de degredo em Ceuta. A patranha de que era filho de D. Duarte I de Portugal e de D. Joana Manuel de Vilhena, neta paterna do Conde de Seia e bisneta do infante D. João Manuel de Castela, Duque de Peñafiel, só foi urdida mais de um século depois da sua morte.
Pretendem alguns linhagistas que teria sido filho do rei D. Duarte e de D. Joana Manuel de Vilhena. Segundo Manuel José da Costa Felgueiras Gaio, foi criado incognitamente sem q seu Pay o declarasse e dipos ElRey D. Afonso 5º seu irmão o estimou m.to e lhe deo grandes lugares. Foi seu Capelão Mor, Embaixador ao Papa Eugenio 4. e era pessoa de grandes Talentos e Letras, tinha sido Caramelita em cuja relegião se criou. Esta filiação, seguida por muitos genealogistas a partir de uma carta de Gaspar Barreiros a Damião de Góis de 1567 - 130 anos depois da morte do rei -, não foi aceite por D. António Caetano de Sousa na sua História Genealógica da Casa Real Portuguesa e foi perentoriamente contestada por Anselmo Braamcamp Freire nos Brasões da Sala de Sintra sem, no entanto, conseguir identificar quem teriam sido os progenitores da família Manoel, de Portugal. Mais recentemente, em 2005, o historiador Luís Miguel Duarte, na biografia que escreveu do rei D. Duarte publicada pelo Círculo de Leitores / Temas e Debates, não acrescenta, mas faz a citação de um argumento já enunciado por Anselmo Braamcamp Freire: no seu Testamento, a herança que o bispo da Guarda deixa a seu filho impõe a condição de este mandar rezar anualmente, pela Quaresma, uma missa por alma dele, bispo, e pelas de seu pai e mãe. No final dessas missas, os clérigos oficiantes sairiam com responso e água benta "para rezar sobre a cova onde jaz o dito seu padre e madre". Fica, assim, definitivamente posta de parte a filiação do bispo da Guarda em D. Duarte. Por esclarecer fica, em todo o caso, o uso do apelido Manoel que continuou nos seus descendentes, o que, todavia, se explica como sendo um simples patronímico tornado apelido.

## Biografia
Cedo ingressou na Ordem do Carmo, tendo em 1441 tornado-se provincial da Ordem em Portugal. Capelão-Mor de D. Afonso V de Portugal, foi feito bispo titular de Tiberíades pela mesma altura pelo Papa Eugénio IV, ao qual foi Embaixador.
Em 1443, foi designado bispo de Ceuta primaz da África. Em 1450, era já capelão-mor do rei D. Afonso V de Portugal. Por fim, em 1459, foi designado bispo da Guarda (cidade na qual, de resto, nunca residiu).

## Descendência
Da relação que manteve com Justa Rodrigues, teve dois filhos, que serviram de validos no reinado de D. Afonso V e D. João II de Portugal, legitimados por Carta Real de 15 de Novembro de 1475, como filhos de D. João, bispo da Guarda, do Conselho, e de Justa Rodrigues, mulher solteira, sendo a legitimação feita a pedido de seus pais:
- João Manuel (1466-1500), Alcaide-Mor do Castelo de Santarém
- Nuno Manuel (1469-depois de 1514[4]), 1.º Senhor de Salvaterra de Magos de juro e herdade

## Sepultura
Ele foi enterrado na Igreja do Carmo localizado no Convento do Carmo (Lisboa), um convento medieval em ruínas depois da Sismo de Lisboa de 1755.